# Misha Gabriel
Misha Gabriel, även skriven som Misha Gabriel Hamilton, född 13 maj 1987 i Fort Lauderdale i Florida, är en amerikansk dansare, koreograf och skådespelare. Han har dansat bakom ett flertal artister/grupper, bland annat bakom Michael och Janet Jackson. Han är också känd för att spela rollen som Eddy i de två dansfilmerna Step Up Revolution och Step Up: All In från 2012, respektive 2014.
Gabriel är uppvuxen i Larkspur, Colorado. Han har hållit på med dans sedan barnsben, och har bland annat varit koreograf åt Justin Bieber på hans Never Say Never-turné, samt åt Justin Timberlake på hans FutureSex/LoveShow. Hans mor, Irina Brecher, som ursprungligen kommer från Rumänien, är balettdansös.

## Filmografi (i urval)
- 2006 – Clerks II
- 2008 – Center Stage: Turn It Up
- 2012 – Step Up Revolution
- 2014 – Step Up: All In